# 水銀に関する水俣条約
水銀に関する水俣条約（すいぎんにかんするみなまたじょうやく、the Minamata Convention on Mercury）は、水銀および水銀を使用した製品の製造と輸出入を規制する国際条約。
略称は「水銀条約」「水俣条約」。

## 概要
地球規模の水銀および水銀化合物による汚染や、それによって引き起こされる健康、および環境被害を防ぐため、国際的に水銀を管理することを目指すものである。
2013年からは日本国政府が主導して、発展途上国で水俣病のような水銀による健康被害や環境汚染が起きていることから、悪化を防ぐために一定量以上の水銀を使った製品の取り引きなどを国際的に規制する目的で採択させた条約。
2013年1月19日にジュネーブで開かれた国際連合環境計画(UNEP)の政府間交渉委員会にて、名称を「水銀に関する水俣条約」とすることを日本政府の代表が提案し、全会一致で名称案を可決した。
条約は熊本県で2013年10月7-8日の準備会合を経て、2013年10月10日に採択され、92ヶ国（含むEU）が条約への署名をおこなった。
発効は50か国が批准してから90日後とされており、2017年5月18日に発効の要件の50以上の国で締結されたため、同年8月16日に発効した。
第5回締約国会議が2023年11月3日に閉幕し、直管蛍光灯の製造と輸出入を27年末までに禁止（使用と販売は許可）、水銀を使用したボタン型電池や化粧品、水銀含有触媒を使用するポリウレタンについても25年末までに製造や輸出入を禁止、水銀で汚染された廃棄物の基準値を15PPMとすることで同意した。

## 経緯
- 2010年6月7日-11日：第1回会合(INC1)が、ストックホルムで開催
- 2011年1月24日-28日：第2回会合(INC2)が、千葉で開催
- 2011年10月24日-11月4日：第3回会合(INC3)が、ナイロビで開催
- 2012年6月27日-7月2日：第4回会合(INC4)が、プンタ・デル・エステで開催
- 2013年1月13日-19日：第5回会合(INC5)が、ジュネーブで開催
- 2013年10月9日-11日：全権代表外交会合が、熊本県水俣市及び熊本市で開催（9日：開会式典及び公害現地視察（水俣市）、10・11日：外交会議（熊本市））

## 締約国

2019年6月10日現在で、128か国（欧州連合を含む）が署名し、うち109か国（欧州連合を含む）が締結している
| 国・地域名                     | 署名日         | 批准（承認・受諾・加入）日 |
| ------------------------------ | -------------- | -------------------------- |
| アフガニスタン                 |                | 2017年5月2日（加入）       |
| アルバニア                     | 2014年10月9日  |                            |
| アンゴラ                       | 2013年10月11日 |                            |
| アンティグア・バーブーダ       |                | 2016年9月23日（加入）      |
| アルゼンチン                   | 2013年10月10日 | 2017年9月25日              |
| アルメニア                     | 2013年10月10日 | 2017年12月13日             |
| オーストラリア                 | 2013年10月10日 |                            |
| オーストリア                   | 2013年10月10日 | 2017年6月12日              |
| バングラデシュ                 | 2013年10月10日 |                            |
| ベラルーシ                     | 2014年9月23日  |                            |
| ベルギー                       | 2013年10月10日 | 2018年2月26日              |
| ベナン                         | 2013年10月10日 | 2016年11月7日              |
| ボリビア                       | 2013年10月10日 | 2016年1月26日              |
| ボツワナ                       |                | 2016年6月3日（加入）       |
| ブラジル                       | 2013年10月10日 | 2017年8月8日               |
| ブルガリア                     | 2013年10月10日 | 2017年5月18日              |
| ブルキナファソ                 | 2013年10月10日 | 2017年4月10日              |
| ブルンジ                       | 2014年2月14日  |                            |
| カンボジア                     | 2013年10月10日 |                            |
| カメルーン                     | 2014年9月24日  |                            |
| カナダ                         | 2013年10月10日 | 2017年4月7日               |
| 中央アフリカ                   | 2013年10月10日 |                            |
| チャド                         | 2014年9月25日  | 2015年9月24日              |
| チリ                           | 2013年10月10日 | 2018年8月27日              |
| 中国                           | 2013年10月10日 | 2016年8月31日              |
| コロンビア                     | 2013年10月10日 |                            |
| コモロ                         | 2013年10月10日 |                            |
| コンゴ共和国                   | 2014年10月8日  |                            |
| コスタリカ                     | 2013年10月10日 | 2017年1月19日              |
| コートジボワール               | 2013年10月10日 |                            |
| クロアチア                     | 2014年9月24日  | 2017年9月25日              |
| キューバ                       |                | 2018年1月30日（加入）      |
| キプロス                       | 2014年9月24日  |                            |
| チェコ                         | 2013年10月10日 | 2017年6月19日              |
| デンマーク                     | 2013年10月10日 | 2017年5月18日（承認）      |
| ジブチ                         | 2013年10月10日 | 2014年9月23日              |
| ドミニカ共和国                 | 2013年10月10日 | 2018年3月20日              |
| エクアドル                     | 2013年10月10日 | 2016年7月29日              |
| エルサルバドル                 |                | 2017年6月20日（加入）      |
| エリトリア                     |                | 2017年6月21日（加入）      |
| エスワティニ                   |                | 2016年9月21日（加入）      |
| エチオピア                     | 2013年10月10日 |                            |
| 欧州連合                       | 2013年10月10日 | 2016年5月18日（承認）      |
| フィンランド                   | 2013年10月10日 | 2017年6月1日（受諾）       |
| フランス                       | 2013年10月10日 | 2017年6月15日              |
| ガボン                         | 2014年6月30日  | 2014年9月24日（受諾）      |
| ガンビア                       | 2013年10月10日 | 2016年11月7日              |
| ジョージア                     | 2013年10月10日 |                            |
| ドイツ                         | 2013年10月10日 | 2017年9月15日              |
| ガーナ                         | 2014年9月24日  | 2017年3月23日              |
| ギリシャ                       | 2013年10月10日 |                            |
| グアテマラ                     | 2013年10月10日 |                            |
| ギニア                         | 2013年11月25日 | 2014年10月21日             |
| ギニアビサウ                   | 2014年9月24日  | 2018年10月22日             |
| ガイアナ                       | 2013年10月10日 | 2014年9月24日              |
| ホンジュラス                   | 2014年9月24日  | 2017年3月22日              |
| ハンガリー                     | 2013年10月10日 | 2017年5月18日              |
| アイスランド                   |                | 2018年5月3日（加入）       |
| インド                         | 2014年9月30日  | 2018年6月18日              |
| インドネシア                   | 2013年10月10日 | 2017年9月22日              |
| イラン                         | 2013年10月10日 | 2017年6月16日              |
| イラク                         | 2013年10月10日 |                            |
| アイルランド                   | 2013年10月10日 | 2019年3月18日              |
| イスラエル                     | 2013年10月10日 |                            |
| イタリア                       | 2013年10月10日 |                            |
| ジャマイカ                     | 2013年10月10日 | 2017年7月19日              |
| 日本                           | 2013年10月10日 | 2016年2月2日（受諾）       |
| ヨルダン                       | 2013年10月10日 | 2015年11月12日             |
| ケニア                         | 2013年10月10日 |                            |
| キリバス                       |                | 2017年7月28日（加入）      |
| クウェート                     | 2013年10月10日 | 2015年12月3日              |
| ラオス                         |                | 2017年9月21日（加入）      |
| ラトビア                       | 2014年9月24日  | 2017年6月20日              |
| レバノン                       |                | 2017年10月13日（加入）     |
| レソト                         |                | 2014年11月12日（加入）     |
| リベリア                       | 2014年9月24日  |                            |
| リビア                         | 2013年10月10日 |                            |
| リヒテンシュタイン             |                | 2017年2月1日（加入）       |
| リトアニア                     | 2013年10月10日 | 2018年1月15日              |
| ルクセンブルク                 | 2013年10月10日 | 2017年9月21日              |
| マダガスカル                   | 2013年10月10日 | 2015年5月13日              |
| マラウイ                       | 2013年10月10日 |                            |
| マレーシア                     | 2014年9月24日  |                            |
| マリ                           | 2013年10月10日 | 2016年5月27日              |
| マルタ                         | 2014年10月8日  | 2015年8月18日              |
| マーシャル諸島                 |                | 2019年1月29日（加入）      |
| モーリタニア                   | 2013年10月11日 | 2015年8月18日              |
| モーリシャス                   | 2013年10月10日 | 2017年9月21日              |
| メキシコ                       | 2013年10月10日 | 2015年9月29日              |
| モナコ                         | 2014年9月24日  | 2014年9月24日              |
| モンゴル                       | 2013年10月10日 | 2015年9月28日              |
| モンテネグロ                   | 2014年9月24日  |                            |
| モロッコ                       | 2014年6月6日   |                            |
| モザンビーク                   | 2013年10月10日 |                            |
| ナミビア                       |                | 2017年9月6日（加入）       |
| ネパール                       | 2013年10月10日 |                            |
| オランダ                       | 2013年10月10日 | 2017年5月18日（受諾）      |
| ニュージーランド               | 2013年10月10日 |                            |
| ニカラグア                     | 2013年10月10日 | 2014年10月29日             |
| ニジェール                     | 2013年10月10日 | 2017年6月9日               |
| ナイジェリア                   | 2013年10月10日 | 2018年2月1日               |
| 北マケドニア                   | 2014年7月25日  |                            |
| ノルウェー                     | 2013年10月10日 | 2017年5月12日              |
| パキスタン                     | 2013年10月10日 |                            |
| パラオ                         | 2014年10月9日  | 2017年6月21日              |
| パナマ                         | 2013年10月10日 | 2015年9月29日              |
| パラグアイ                     | 2014年2月10日  | 2018年6月26日              |
| ペルー                         | 2013年10月10日 | 2016年1月21日              |
| フィリピン                     | 2013年10月10日 |                            |
| ポーランド                     | 2014年9月24日  |                            |
| ポルトガル                     |                | 2018年8月28日（加入        |
| 韓国                           | 2014年9月24日  |                            |
| モルドバ                       | 2013年10月10日 | 2017年6月20日              |
| ルーマニア                     | 2013年10月10日 | 2017年5月18日              |
| ロシア                         | 2014年9月24日  |                            |
| ルワンダ                       |                | 2017年6月29日（加入）      |
| サモア                         | 2013年10月10日 | 2015年9月24日              |
| サントメ・プリンシペ           |                | 2018年8月30日（加入）      |
| サウジアラビア                 |                | 2019年2月27日（加入）      |
| セネガル                       | 2013年10月11日 | 2016年3月3日               |
| セルビア                       | 2014年10月9日  |                            |
| セーシェル                     | 2014年5月27日  | 2015年1月13日              |
| シエラレオネ                   | 2014年8月12日  | 2016年11月1日              |
| シンガポール                   | 2013年10月10日 | 2017年9月22日              |
| スロバキア                     | 2013年10月10日 | 2017年5月31日              |
| スロベニア                     | 2013年10月10日 | 2017年6月23日              |
| 南アフリカ共和国               | 2013年10月10日 | 2019年4月29日              |
| スペイン                       | 2013年10月10日 |                            |
| スリランカ                     | 2014年10月8日  | 2017年6月19日              |
| セントクリストファー・ネイビス |                | 2017年5月24日（加入）      |
| セントルシア                   |                | 2019年1月23日（加入）      |
| パレスチナ                     |                | 2019年3月10日（加入）      |
| スーダン                       | 2014年9月24日  |                            |
| スリナム                       |                | 2018年8月2日（加入）       |
| スウェーデン                   | 2013年10月10日 | 2017年5月18日              |
| スイス                         | 2013年10月10日 | 2016年5月25日              |
| シリア                         | 2014年9月24日  | 2017年7月26日              |
| タイ                           |                | 2017年6月22日（加入）      |
| トーゴ                         | 2013年10月10日 | 2017年2月3日               |
| トンガ                         |                | 2018年10月22日（加入）     |
| チュニジア                     | 2013年10月10日 |                            |
| トルコ                         | 2014年9月24日  |                            |
| ツバル                         |                | 2019年6月7日（加入）       |
| ウガンダ                       | 2013年10月10日 | 2019年3月1日               |
| アラブ首長国連邦               | 2013年10月10日 | 2015年4月27日              |
| イギリス                       | 2013年10月10日 | 2018年3月23日              |
| タンザニア                     | 2013年10月10日 |                            |
| アメリカ合衆国                 | 2013年11月6日  | 2013年11月6日（受諾）      |
| ウルグアイ                     | 2013年10月10日 | 2014年9月24日              |
| バヌアツ                       |                | 2018年10月16日（加入）     |
| ベネズエラ                     | 2013年10月10日 |                            |
| ベトナム                       | 2013年10月11日 | 2017年6月23日（承認）      |
| イエメン                       | 2014年3月21日  |                            |
| ザンビア                       | 2013年10月10日 | 2016年3月11日              |
| ジンバブエ                     | 2013年10月11日 |                            |

### 日本
日本は、2013年（平成25年）10月10日に署名した後、2015年（平成27年）3月10日に条約の承認を求める議案を水銀による環境の汚染の防止に関する法律案と大気汚染防止法の一部を改正する法律案とともに第189回国会へ提出した。
条約の承認を求める議案は、2015年5月12日に衆議院で、5月22日に参議院でそれぞれ満場一致で承認された。条約を実施するための2法は、2015年5月26日に衆議院で、6月12日に参議院でそれぞれ満場一致でに可決され成立した。両法とも条約が日本国について効力を生ずる日から施行されている。
2016年（平成28年）2月2日には、受諾書を寄託した。

### EU
2017年11月5日、欧州連合（EU）理事会は水銀に関する水俣条約を締結する決定を採択した。2017年11月5日に署名したのは21の加盟国である（クロアチア、キプロス、ラトビア、ポーランドは2014年9月24日、マルタは2014年10月8日に署名済）。

## 内容
この条約の主な内容

### 前文
この条約の締約国は、水銀が、その長距離にわたる大気中の移動、人為的に環境にもたらされた場合の残留性、生態系における生物蓄積能力並びに人の健康及び環境への重大な悪影響を理由として、世界的に懸念のある化学物質であることを認識し、効率的かつ効果的な一貫した方法で水銀を管理するための国際的行動を開始する。

### 序論
第一条　目的 この条約は、水銀及び水銀化合物の人為的な排出及び放出から人の健康及び環境を保護することを目的とする。
第二条　定義

### 供給及び貿易：水銀の供給源および貿易
第三条 水銀の供給源及び貿易
　　鉱山からの水銀産出の禁止、水銀の貿易に関しては条約で認められた用途以外の禁止

### 製品と製造プロセス：水銀添加製品、水銀使用製造プロセス、締結国の要請による除外
第四条　水銀添加製品
第五条 水銀又は水銀化合物を使用する製造工程
第六条 要請により締約国が利用可能な適用除外

### 人力小規模金採掘
第七条　零細及び小規模の金の採掘
　　水銀が不法に使用されないようにする

### 大気への排出、水及び土壌への放出
第八条　排出  附属書Ｄに掲げる発生源の分類に該当する発生源からの排出を規制するための措置を通じ、水銀の大気への排出を規制し削減する。
第九条　放出  この条約の他の規定の対象となっていない発生源からの水銀の土壌及び水への放出を規制しは削減する。
　　石炭・石油等を燃焼させた排ガスの規制・排水の規制

### 保管、廃棄等
第十条　水銀廃棄物以外の水銀の環境上適正な暫定的保管
　　環境上適正な保管
第十一条　水銀廃棄物  有害廃棄物の国境を越える移動及びその処分の規制に関するバーゼル条約の関連する定義は、バーゼル条約の締約国に関し、この条約の対象となる廃棄物について適用する。
第十二条　汚染された場所
- 水銀汚染された場所を特定し評価するための戦略を策定する。
- 汚染された場所がもたらす危険を減少させるための措置は、水銀による人の健康及び環境に対する危険性の評価を取り入れ、環境上適正な方法で行われる。
- 締約国会議は、汚染された場所の管理に関する手引であって、次の事項に関する方法及び取組方法を含むものを採択する。
  - 場所の特定及び特性の評価
  - 公衆の関与
  - 人の健康及び環境に対する危険性の評価
  - 汚染された場所がもたらす危険の管理に係る選択肢
  - 効果及び費用の評価
  - 成果の検証

### 資金・技術支援
第十三条　資金及び資金供与の制度 自国の政策、優先度及び計画に従い、この条約の実施を意図する各国の活動に関する資金を提供することを約束する。
第十四条　能力形成、技術援助及び技術移転

### 普及啓発、研究等
第十五条　実施及び遵守に関する委員会
第十六条　健康に関する側面  危険にさらされている人々や被害を受けやすい人々を特定し、保護するための戦略及び計画の作成及び実施を促進する。
第十七条　情報の交換
第十八条　公衆のための情報、啓発及び教育
第十九条　研究、開発及び監視
第二十条　実施計画  この条約の義務を履行するために実施計画を作成し提出する。
第二十一条　報告  この条約を実施するためにとった措置や効果について報告する。
第二十二条　有効性の評価　締約国会議は、定期的にこの条約の有効性を評価する。
第二十三条　締約国会議、第二十四条　事務局、第二十五条　紛争の解決、第二十六条　この条約の改正、第二十七条　附属書の採択及び改正、第二十八条　投票権、第二十九条　署名、第三十条　批准、受諾、承認又は加入
第三十一条　効力発生　この条約は、五十番目の批准書、受諾書、承認書又は加入書の寄託の日の後九十日目の日に効力を生ずる。
第三十二条　留保　この条約には、いかなる留保も付することができない。
第三十三条　脱退、第三十四条　寄託者、第三十五条　正文
以上は仮訳より

## 実生活への影響
日本国内において生活するうえで影響があるのは、蛍光灯や乾電池など水銀が使われた製品（第4〜6条）である。

### 蛍光灯・CCFLについて
規制対象となるのは以下の蛍光ランプである。
- 30 W以下の一般照明用コンパクト蛍光ランプ(CFL)で、水銀封入量が5 mgを超えるもの
- 一般照明用直管蛍光ランプ(LFL)で、
  - (a) 60 W未満の3波長蛍光体を使用したもので、水銀封入量が5 mgを超えるもの
  - (b) 40 W以下のカルシウムハロ蛍光体を使用したもので、水銀封入量が10 mgを超えるもの
- 一般照明用の高圧水銀ランプ(HPMV)
- 電子ディスプレイ用冷陰極蛍光ランプ（CCFL及びEEFL）で、
  - (a) 長さが500 mm以下の小サイズのもので、水銀封入量が3.5 mgを超えるもの
  - (b) 長さが500 mmを超え1500 mm以下の中サイズのもので、水銀封入量が5 mgを超えるもの
  - (c) 長さが1500 mmを超える大サイズのもので、水銀封入量が13 mgを超えるもの

### 乾電池について
乾電池は水銀0使用（水銀を原材料としては使っていないという意味、水銀がまったく含まれていないという意味ではない）がほとんどであるが、アルカリボタン電池、輸入された電池、家庭などで出てくる昔の電池には水銀が使われている可能性がある。そのため地元の最終処分場の環境や清掃工場の焼却炉を守るため注意が必要である。